# وایت پلین (کارولینای شمالی)
وایت پلین (به انگلیسی: White Plains) شهری در ایالت کارولینای شمالی کشور ایالات متحده آمریکا است که جمعیت آن در سرشماری سال ۲۰۱۰ میلادی، ۱٬۰۷۴ نفر بوده‌است.